# Воротников, Илья Игоревич
Илья́ И́горевич Воротнико́в (1 февраля 1986, Алма-Ата, СССР) — казахстанский футболист, защитник.

## Карьера
Воспитанник алматинского футбола. Начинал карьеру в дубле казанского «Рубина», куда его пригласил сам наставник клуба Курбан Бердыев. Также выступал за такие казахстанские команды, как «Иртыш», «Алма-Ата», «Атырау» и «Кайрат».

## Достижения
- Обладатель Кубка Казахстана: 2006, 2009
- Финалист Кубка Казахстана: 2008, 2013